# انتخابات سراسری اکوادور (۲۰۲۵)
انتخابات سراسری اکوادور (۲۰۲۵) در ۹ فوریه ۲۰۲۵ در اکوادور برگزار شد. از آنجایی که هیچ‌یک از نامزدهای ریاست‌جمهوری اکثریت مطلق را به دست نیاوردند، دور دوم انتخابات در ۱۳ آوریل ۲۰۲۵ برگزار شد. رئیس‌جمهور فعلی دانیل نوبوآ برای یک دوره کامل دوباره انتخاب شد و لوئیزا گونزالس از جنبش انقلاب شهروندی را در یک رقابت مجدد شکست داد. این انتخابات همچنین شامل انتخاب اعضای مجلس ملی، ۲۱ نماینده مجلس استانی و نمایندگان اکوادور در پارلمان آند برای دوره‌های کامل چهارساله است.

## پیشینه
انتخابات ۲۰۲۵ پس از انتخابات زودهنگام در سال ۲۰۲۳ و پس از آن که گیرمو لاسو، رئیس‌جمهور پیشین، "مورته کروزادا" را تنها چند روز قبل از برگزاری رای‌گیری استیضاح کنگره احضار کرد. آن مکانیسم قانون اساسی باعث شد مجلس ملی منحل شود و باعث برگزاری انتخابات زودهنگام شد. در آن انتخابات، دانیل نوبوآ برای تکمیل دوره ناتمام لاسو که تا مه ۲۰۲۵ ادامه داشت، انتخاب شد.
انتخابات ۲۰۲۵ شاهد بازگشت اکوادور به برنامه منظم انتخاباتی خود برای تعیین رئیس‌جمهور و معاون رئیس‌جمهور برای یک دوره کامل چهار ساله و اعضای مجلس ملی بود.
اعضای پارلمان به سه روش انتخاب می شوند. پانزده نفر از طریق فهرست بسته  نمایندگی تناسبی در یک حوزه انتخابیه سراسری انتخاب می‌شوند. شش نفر توسط رای دهندگان خارج از کشور (هر کدام از کانادا/ایالات متحده، آمریکای لاتین و آسیا/اروپا/اقیانوسیه) انتخاب می‌شوند. ۱۱۶ عضو باقیمانده از حوزه های انتخابیه چند نفره با فهرست بسته نمایندگی تناسبی انتخاب می‌شوند و همه کرسی‌ها با استفاده از روش وبستر بررسی می‌شوند. اعضای پارلمان به دو دوره چهار ساله محدود می‌شوند، صرف نظر از اینکه آنها متوالی باشند یا نه. هیچ سهمیه ای برای نمایندگی اقلیت وجود ندارد.

## سیستم انتخاباتی
رئیس‌جمهور با استفاده از یک سیستم دومرحله‌ای اصلاح شده انتخاب می‌شود، به این صورت که یک نامزد برای انتخاب شدن در دور اول باید بیش از ۵۰٪ آرا را کسب کند، یا بیش از ۴۰٪ آرا را کسب کند و ۱۰ امتیاز از نزدیکترین رقیب خود جلوتر باشد. رئیس‌جمهور به دو دوره چهار ساله متوالی محدود شده است. با این حال، نوبوآ در حال گذراندن دوره باقی مانده از گیرمو لاسو بود که با استناد به شعار مرگ کروزادا خواستار انتخابات عمومی زودهنگام ۲۰۲۳ و پایان زودهنگام ریاست‌جمهوری خود شد.